# روسانا أوردونيز
روسانا أوردونيز (12 فبراير 1951 - 1 أغسطس 2021) صحفية من فنزويلا. عملت في عدد من وسائل الإعلام الكبرى والمهمة في البلاد، وشغلت منصب الأمين العام للكلية الوطنية للصحفيين فرع كاراكاس، ومعهد الضمان الاجتماعي للصحفيين.

## الحياة المهنية
درست أوردونيز درجة الدكتوراه في العلوم السياسية وحصل على درجتها. كانت مراسلة في إل ناسيونال. عملت في الثمانينيات في البرنامج التلفزيوني «لو دي هوي إس نوتيسيا» على راديو تلفيزيو كاراكاس، وكانت مذيعة لـ جي آر دي نيويورك، وعملت كمحررة دولية وأستاذة في جامعة سانتا ماريا في كاراكاس. قامت بتحرير مجلتي بوهيميا ومومينتو بعد ذلك. عملت أيضًا كأمين عام للكلية الوطنية للصحفيين فرع كاراكاس، ومعهد الضمان الاجتماعي للصحفيين.
في عام 2021 بدأت وسائل الإعلام وزملاؤها حملة لجمع الأموال لدفع علاج لمشاكل البنكرياس والكلى والكبد التي كانت تعاني منها. في 1 أغسطس 2021 أكد سكرتير الكلية الوطنية للصحفيين ديلفالي كانيلون وفاة أوردونيز.
ماتت من جراء سرطان البنكرياس. كانت تبلغ من العمر سبعين عامًا وقت وفاتها.